# Eremophila setacea
Eremophila setacea är en flenörtsväxtart som beskrevs av Chinnock. Eremophila setacea ingår i släktet Eremophila och familjen flenörtsväxter. Inga underarter finns listade i Catalogue of Life.